# بيايرس
بلدية بيايرس (بالإسبانية: Beires)‏, هي بلدية تقع في مقاطعة المرية. جنوب شرق إسبانيا. يبلغ عدد سكانها 126 نسمة.

## وصلات خارجية
- نسخة محفوظة 27 فبراير 2007 على موقع واي باك مشين. (بالإسبانية)